# Нестор (Люберанский)
Епископ Нестор (в миру Андрей Иванович Люберанский; 16 августа 1975, Щёлково, Московская область) — епископ Русской православной церкви, епископ Тольяттинский и Жигулевский.

## Биография
Родился 16 августа 1975 года в городе Щёлково Московской области. Крещён во младенчестве в храме святителя Николая села Жегалово Щёлковского района Московской области.
В 1982—1990 годы обучался в общеобразовательной школе, общее образование завершил в 1992 году в Щёлковской муниципальной гимназии.
В 1992 году поступил в Московский государственный педагогический институт и окончил его в 1997 году. Работал учителем математики в средней школе. Учитель высшей категории. Имеет публикации в журналах «Математика в школе» и «Информатика и образование».
В 2002 году поступил в Николо-Угрешскую духовную семинарию.
С 2004 года стал принимать участие в издательской деятельности монастыря. В 2006 году становится главным редактором журнала «Угрешский вестник» и руководителем издательского отдела обители.
С сентября 2006 года становится преподавателем Николо-Угрешской духовной семинарии. Окончил семинарию в 2007 году.
17 марта 2007 года наместником Николо-Угрешского монастыря епископом Люберецким Вениамином (Зарицким) пострижен в монашество с именем Нестор в честь преподобного Нестора Летописца, первого русского историка. 5 апреля того же года наместником монастыря епископом Вениамином был рукоположен во иеродиакона.
В сентябре 2009 года вместе с епископом Вениамином приехал в Пензу, и 12 июля 2010 года был им рукоположен в сан иеромонаха.
Исполнял послушания председателя редакционно-издательского отдела Пензенской епархии, главного редактора журнала «Пензенские епархиальные ведомости», газеты «Пензенский православный собеседник», альманаха «Пензенский летописец», председателя епархиального суда, настоятелем Тихвинского скита Спасо-Преображенского монастыря.
В связи с возрождением в июле 2010 года Спасо-Преображенского монастыря Пензы 16 августа того же года епископом Вениамином был назначен исполняющим обязанности наместника монастыря. А после решения Священного Синода от 22 марта 2011 года об утверждении иеромонаха Нестора в должности наместника, 9 апреля 2011 года епископом Вениамином в Спасо-Преображенском монастыре Пензы был возведён во игумена и награждён палицей.

## Архиерейство
19 марта 2014 года решением Священного Синода, на прошедшем в Москве заседании, избран епископом Кузнецким и Никольским.
28 марта 2014 года за Литургией в Спасо-Преображенском монастыре Пензы митрополитом Серафимом был возведён в сан архимандрита.
12 апреля 2014 года, по окончании всенощного бдения в Храме Христа Спасителя был наречён во епископа..
18 мая 2014 года в храме Покрова Пресвятой Богородицы Марфо-Мариинской обители милосердия хиротонисан во епископа Кузнецкого и Никольского. Хиротонию совершили: Патриарх Кирилл, митрополит Крутицкий и Коломенский Ювеналий (Поярков), митрополит Минский и Слуцкий Павел (Пономарёв), митрополит Рязанский и Михайловский Вениамин (Зарицкий), митрополит Пензенский и Нижнеломовский Серафим (Домнин), епископ Солнечногорский Сергий (Чашин), епископ Орехово-Зуевский Пантелеимон (Шатов), епископ Сердобский и Спасский Митрофан (Серёгин), епископ Каменский и Алапаевский Мефодий (Кондратьев)
Служит также и по старому обряду.
C 17 по 28 ноября 2014 года в Москве слушал двухнедельные курсы повышения квалификации для новопоставленных архиереев Русской Православной Церкви.
Решением Священного Синода от 25 декабря 2014 года освобожден от должности наместника Преображенского мужского монастыря г. Пензы. Этим решением завершился уникальный период в жизни возрождённого Спасо-Преображенского монастыря, так как с 23 октября по 25 декабря 2014 года монастырём управляли два архиерея Русской православной церкви — митрополит Серафим (Домнин) в должности настоятеля (священноархимандрита) и епископ Нестор в должности наместника.
В 2014—2016 годах обучался на историческом отделении магистратуры при Николо-Угрешской духовной семинарии. 20 июня 2016 года успешно защитил магистерскую диссертацию на тему «Православие в Кузнецке: опыт церковно-исторического исследования (конец XVII — начало XX веков)». По результатам защиты присуждена квалификация церковный историк и степень магистра богословия.
9 июля 2019 года решением Священного Синода назначен правящим архиереем новообразованной Тольяттинской епархии с титулом «Тольяттинский и Жигулёвский» с освобождением от управления Кузнецкой епархией и выражением благодарности за понесенные архипастырские труды. 21 июля того же года в Спасо-Преображенском кафедральном соборе города Тольятти торжественно встретили нового правящего архиерея. 29 октября утверждён в должности священноархимандрита Воскресенского мужского монастыря городского округа Тольятти Самарской области.
В прессе и на различных интернет-ресурсах неоднозначно воспринимались кадровые решения епископа Нестора, в частности, частые перемещения духовенства с прихода на приход, и особенно - удаление с должности настоятеля почитаемого у верующих кандидата исторических наук, протоиерея Олега Анучина, под руководством которого за 18 лет был восстановлен из руин храм свв. Космы и Дамиана в с. Мусорка. Под открытым письмом епископу Нестору с просьбой вернуть настоятеля подписалось свыше 700 человек . Петиции в поддержку отца Олега на нескольких интернет-ресурсах подписало несколько сотен верующих.